# モスクワン・ガーディアン・マスティフ
モスクワン・ガーディアン・マスティフ（英：Mascowan Gardian Mastiff）とは、ロシア原産の警備用犬種である。
別名はモスクワ・ガード・マスティフ（英：Moscowa Guard Mastiff）、モスクワン・ウォッチドッグ（英：Moscwan Watchdog）、モスコフスカヤ・ストロジェヴァヤ・サバーカ（英：Moskovskaya Storozhevaya Sabaka）。

## 歴史
第二次世界大戦の後、旧ソ連では力強く、且つ俊足で警戒心の強いガードドッグを必要としていた。そこで1950年代に作出計画が開始され、まず力が強く大柄ながら機敏さを持つコーカシアン・シェパード・ドッグと、重量感のあるセント・バーナードを交配させることから計画が始まった。この交配種の中からガードドッグとして優秀な個体を選び、それとグレート・デーンを交配させて改良を加え、1960年代に完成した。
先述の通り旧ソ連の軍用犬として作出されたものの、あまりの扱いの難しさなどが災いし、軍には試用段階で採用を取りやめられてしまった。それにより一時ブリーディング計画は放棄され、1970年代には絶滅寸前となってしまった。然し、非常に強い警戒心を持っていたため民間でガードドッグとして使用されるようになり、徐々に人気を得ていった。愛好家の増加によりブリーディングは継続されることとなり、絶滅の危機を脱することが出来た。
現在でもロシアでは人気が高いガードドッグであるが、あまり原産国外ではメジャーな犬種ではない。FCIにはまだ公認されていないが、公認への申請を行っている最中である。

## 特徴
がっしりした骨太で筋肉質の体つきをしている。マズルは太く短く、アゴの力は強靭である。脚と指も太い。耳は三角形で大きめの垂れ耳、尾は太く長い垂れ尾。コートはウエーブがかってごわごわしていて厚く、防寒性が高く雨風や雪にも強い。毛色はホワイトが地色で頭や背中などに茶色のマーキングやタキシードが入ったもの。更にブラックのマスクがある場合もある。体高63～71cm、体重45～72kgの大型犬で、性格は警戒心が非常に強く、慎重で独立心が強く頑固である。警戒心は全犬種中一番であるという見方もあり、場合によっては主人以外の家族に対しても持っていることさえあり、夜間も風が吹くなどの小さな物音に反応して目が覚めてしまうほどである。初心者やこの犬種に関する知識を持たない人には絶対飼育できない犬種で、熟練者でも厳しい訓練を行わなければ手懐けることが出来ない。運動量は普通だが、食事の量は多い。多頭飼いには向かず、一人の主人にのみ忠誠を誓う。かかりやすい病気は大型犬でありがちな股関節形成不全である。

## 参考
- 『日本と世界の愛犬図鑑2007』（辰巳出版）佐草一優監修
- 『デズモンド・モリスの犬種事典』デズモンド・モリス著書、福山英也、大木卓訳 誠文堂新光社、2007年
- 『日本と世界の愛犬図鑑2009』（辰巳出版）藤原尚太郎編･著